# Manavazo de Zorofora
Manavazo (em latim: Manavazus; em grego: Μονοβάζος; romaniz.: Monobázos; em armênio: Մանավազը; romaniz.: Manawaz) foi um nobre armênio do século IV, ativo durante o reinado do rei Tigranes VII (r. 339–350). 

## Nome
Manavazo (em latim: Manavazus) é a forma latina do armênio Manavaz (Մանավազը, Manawaz), que derivou do iraniano antigo *Manavaza (*Mana-vа̄zа̄-), "progredindo através do espírito". Foi registrado em grego como Monobazo (em grego: Μονοβάζος, Monobázos).

## Vida
Manavazo pertencia à família principesca de Zorofora, em Gogarena, que Cyril Toumanoff propôs ter sido um ramo cadete da dinastia que governava à época o vitaxado de Gogarena. É conhecido apenas a partir de sua menção na Vida de São Narses, uma hagiografia cuja fiabilidade é contestada. Segundo o relato, acompanhou, em 358, o católico Narses I, o Grande (r. 353–373) em sua embaixada para Constantinopla, capital do Império Romano, para levar presentes ao imperador Constâncio II (r. 337–361). Admitindo sua existência, Nina Garsoïan sugeriu que pode ter sucedido Gorute como naapetes (chefe) da família de Zorofora por essa época. Hračʻya Ačaṙyan sugeriu que possa ser o homônimo da dinastia de Colbafora citado à época de Gorute.